# Barraca de Cal Rebaixí
La barraca de Cal Rebaixí, o barraca del Cal Reveixí, o barraca D-08, o barraca Cb-19, és una barraca de vinya situada al municipi de Subirats (Alt Penedès), al Fondo dels Vidriers, a 800 m al sud de la N-340.
És una construcció aixecada en pedra seca sobre superfície plana, de planta circular interior i rectangular exterior. Aquesta forma la converteix en una barraca molt original, ja que no és gens habitual en aquestes contrades aixecar aquest tipus de construcció amb la planta descrita. El diàmetre interior és de 2,40 m i l'alçada màxima interior de 2,00 m. La construcció segueix el mateix patró en la disposició de la pedra en els murs que les barraques de falsa volta (filades de pedra seca, sense cap mena de material d'unió). Als costats de la porta es reforça amb dues cantonades centrades per cantoneres de blocs de pedra regular i de major dimensió que la resta, la qual cosa li confereix la forma rectangular vista exteriorment. El portal està orientat al sud-sud-oest, té una alçada de 125 cm, una amplada de 75 cm i un gruix de 70 cm. La coberta actualment és de xapa metàl·lica amb pedres que l'aguanten, però interiorment es poden veure bigues de fusta de pi col·locades paral·lelament.
Els codis utilitzats en la denominació d'aquesta barraca procedeixen de dos estudis diferents que han intentat sistematitzar la informació sobre aquests elements arquitectònics al terme de Subirats. El primer codi (lletra + número) procedeix d'un estudi realitzat per Araceli Soler i Jaume Rovira. El segon codi (dues lletres + número) correspon a l'estudi realitzat per Crestabocs, Grup de Muntanya d'Ordal. Barraca de Cal Rebaixí, o de Cal Reveixí, és el nom popular.